# Petrothrincidae
Petrothrincidae  (лат.) — семейство ручейников подотряда Integripalpia. Около 15 видов. 

## Описание
Южная Африка, Мадагаскар. Личинки живут в сплющенных подводных домиках из песчинок в быстрых горных и предгорных речках; питаются органическими остатками (перифитоном) на камнях. 

## Систематика
Семейство Petrothrincidae было выделено Скоттом в 1985 году (Scott, 1985) для двух видов из Южной Африки: Petrothrincus circularis Barnard и P. triangularis (Hagen). В 1993 году Скотт  (Scott, 1993) описал 3-й вид из Южной Африки, P. demoori и уточнил в расширенной трактовке диагноз и описание рода и семейства. Все африканские виды являются эндемиками провинции Кейп. В 1997 году Вивер впервые обнаружил (Weaver, 1997) представителей семейства на Мадагаскаре, описав оттуда 3 новых вида  в новом роде Gyrocarisa Weaver. Затем в 2005 году Мальм и Йохансон (Malm and Johanson, 2005) описали ещё два новых вида. Недавно, род Gyrocarisa был синонимизирован с родом Petrothrincus Йохансоном и Оле (Johanson and Olah, 2006), которые описали ещё 5 новых видов из Мадагаскара. Таким образом, в семействе остался 1 род. 
- Gyrocarisa Weaver, 1997 — рассматривается в составе рода Petrothrincus
  - Gyrocarisa acuta Weaver, 1997
  - Gyrocarisa concava Weaver, 1997
  - Gyrocarisa steineri Weaver, 1997
- Petrothrincus Barnard, 1934
  - Petrothrincus andohel Johanson, K.A. & Olah, 2006
  - Petrothrincus andring Johanson, K.A. & Olah, 2006
  - Petrothrincus circularis Barnard, 1934
  - Petrothrincus demoori Scott, 1993
  - Petrothrincus dhritaparam Johanson, K.A. & Olah, 2006
  - Petrothrincus newidop Johanson, K.A. & Olah, 2006
  - Petrothrincus pauliani Johanson, K.A. & Olah, 2006
  - Petrothrincus scottae (Malm & Johanson, 2005)
  - Petrothrincus triangularis (Hagen, 1864)
  - Petrothrincus weaveri (Malm & Johanson, 2005)